# Brad Schneider
Bradley Scott Schneider, detto Brad (Denver, 20 agosto 1961), è un politico statunitense, membro della Camera dei Rappresentanti per lo stato dell'Illinois dal 2013 al 2015 e poi ancora dal 2017.

## Biografia
Nato nel Colorado, Schneider studiò ingegneria industriale alla Northwestern University e per un periodo andò a lavorare in un kibbutz in Israele.
Tornato nell'Illinois intraprese una carriera nel mondo degli affari e qualche anno dopo fondò una propria società di consulenza.
Entrato in politica con il Partito Democratico, nel 2012 Schneider si candidò per un seggio alla Camera dei Rappresentanti contro il deputato repubblicano in carica Robert Dold. Schneider riuscì a sconfiggere di misura Dold e venne eletto deputato.
Nel 2014 Dold annunciò le sue intenzioni di ricandidarsi per il suo vecchio seggio e stavolta sconfisse Schneider, che fu costretto a lasciare la Camera dopo un solo mandato.
Nel 2016 Schneider e Dold si affrontarono nuovamente: in questa occasione prevalse Schneider, che tornò così ad occupare il seggio strappandolo a Dold per la seconda volta.
Sebbene si definisca un progressista, Schneider è un democratico di stampo moderato.